# Distretto di Mykolaïvka
Il distretto di Mykolaïvka (in ucraino Миколаївський район?, Mykolaïvs'kyj rajon) era un distretto dell'Ucraina situato nell'oblast' di Odessa; aveva per capoluogo Mykolaïvka. La popolazione è di 16.159 persone (stima del 2015). Il distretto fu costituito nel 1946 ed è stato soppresso in seguito alla riforma amministrativa del 2020.